# Guermond I. (Bethsan)
Guermont I. (auch Gremont; † nach 1174) war Herr von Bethsan im Königreich Jerusalem.
Er war der Sohn Adams II. von Bethsan aus dem französischen Adelsgeschlecht Béthune. Spätestens 1161 folgte er seinem Vater als Herr von Bethsan.
Er war mit Margarethe von Beirut, Tochter des Guido II. Brisebarre, Herr von Beirut, verheiratet. Mit ihr hatte er sieben Kinder:
- Adam III. († vor November 1179), Herr von Bethsan
- Walter, ⚭ I) Douce Porcelet, ⚭ II) Theodora Komnena, geschiedene Gattin des Bohemund III. von Antiochia
- Amalrich
- Philipp
- Richilde ⚭ Balduin von Ibelin, Herr von Mirabel um Ramla
- Isabella, ⚭ N.N., Konstabler von Tiberias
- Stefanie, ⚭ Philipp Rufus

Er wird zuletzt 1174 urkundlich genannt. Nach seinem Tod folgte ihm sein ältester Sohn Adam III. als Herr von Bethsan.